# Dromococcyx
Dromococcyx – rodzaj ptaków z podrodziny kleszczojadów (Crotophaginae) w rodzinie kukułkowatych (Cuculidae).

## Zasięg występowania
Rodzaj obejmuje gatunki występujące od południowego Meksyku do północnej Argentyny.

## Morfologia
Długość ciała 27–41 cm; masa ciała 40,5–100 g.

## Systematyka

### Etymologia
- Macropus: późnogr. μακροπους makropous, μακροποδος makropodos „długostopy”, od gr. μακρος makros „długi”; πους pous, ποδος podos „stopa”[8]. Gatunek typowy: Macropus phasianellus von Spix, 1824.
- Dromococcyx: gr. ρομος dromos „biegacz”, od τρεχω trekhō „biegać”; κοκκυξ kokkux, κοκκυγος kokkugos „kukułka”[9].
- Geotacco: gr. γεω- geō- „ziemny-”, od γη gē „ziemia”; fr. nazwa Tacco dla jaszczurkojada[10]. Gatunek typowy: Cuculus macrourus Verreaux, & Des Murs, 1849 (= Macropus phasianellus von Spix, 1824).
- Geophilus: gr. γεω- geō- „ziemny-”, od γη gē „ziemia”; φιλος philos „miłośnik”[11]. Gatunek typowy: Geophilus jasijatere Bertoni, 1901 (= Macropus phasianellus von Spix, 1824).

### Podział systematyczny
Do rodzaju należą następujące gatunki:
- Dromococcyx phasianellus (von Spix, 1824) – klinochwostka bażancia
- Dromococcyx pavoninus von Pelzeln, 1870 – klinochwostka pawia